# Melitturga krausi
Melitturga krausi är en biart som beskrevs av Schwarz 2003. Melitturga krausi ingår i släktet Melitturga och familjen grävbin. Inga underarter finns listade i Catalogue of Life.